# Peter Kiplagat Chebet
Peter Kiplagat Chebet (9 september 1982) is een Keniaanse langeafstandsloper, die gespecialiseerd is in de marathon.

## Loopbaan
In 2001 werd Chebet zevende op het wereldkampioenschap halve marathon in Bristol met een persoonlijk record van 1:00.56. Kenia eindigde dat jaar op een tweede plaats in de landenwedstrijd achter Ethiopië. Het jaar erop won hij de halve marathon van Berlijn.
Hierna specialiseerde Chebet zich op de marathon. Ondanks dat hij bij grote marathons regelmatig goede klasseringen behaalde schreef hij, in tegenstelling tot zijn oudere broer Joseph Chebet, nog geen grote wedstrijd op zijn naam. In 2005 werd hij vierde op de marathon van Parijs en tweede op de marathon van Berlijn. In 2006 werd hij tweede op de marathon van Wenen en vijfde op de marathon van Frankfurt. Zes jaar later, op 3 oktober 2010 in Košice, wist Peter Chebet zijn marathon-PR uit 2003 met precies één seconde aan te scherpen.

## Persoonlijke records
| Onderdeel      | Prestatie | Datum             | Plaats    |
| -------------- | --------- | ----------------- | --------- |
| 10.000 m       | 28.51,5   | 22 september 2000 | Nairobi   |
| 10 Eng. mijl   | 46.09     | 23 september 2001 | Amsterdam |
| halve marathon | 1:00.56   | 7 oktober 2001    | Bristol   |
| 30 km          | 1:30.03   | 25 september 2005 | Berlijn   |
| marathon       | 2:08.42   | 3 oktober 2010    | Košice    |

## Palmares

### 3000 m
- 2006: 5e Trofeo Citta di Lugano - 7.59,62

### 5000 m
- 2005:  Palermo - 13.57,76
- 2006:  Florence - 14.00,60
- 2006:  Meeting Internazionale Anna Catalano in Rome - 13.51,16

### 10 km
- 2000: 4e Eldoret - 28.43,1
- 2001:  Berkane International - 28.01
- 2001: 5e Giro Media Blenio in Dongio - 28.47,2
- 2001:  Giro Podistico Citta di Arco - 28.18
- 2015: 4e Gum Tree in Tupelo - 31.16
- 2015:  Oktoberfest in Minster - 30.42,7

### 15 km
- 2005: 5e Carrera Sargento Gonzaguinha in Sao Paulo - 46.48

### 10 Eng. mijl
- 2001:  Dieci Miglia del Garda - 48.28
- 2001:  Dam tot Damloop - 46.09
- 2005:  Dieci Miglia del Garda - 48.20

### halve marathon
- 2001:  halve marathon van Eldoret - 1:02.22
- 2001:  halve marathon van Nice - 1:01.32
- 2001:  halve marathon van Saltillo - 1:02.25
- 2001: 7e WK in Bristol - 1:00.56
- 2002:  halve marathon van Berlijn - 1:01.19

### marathon

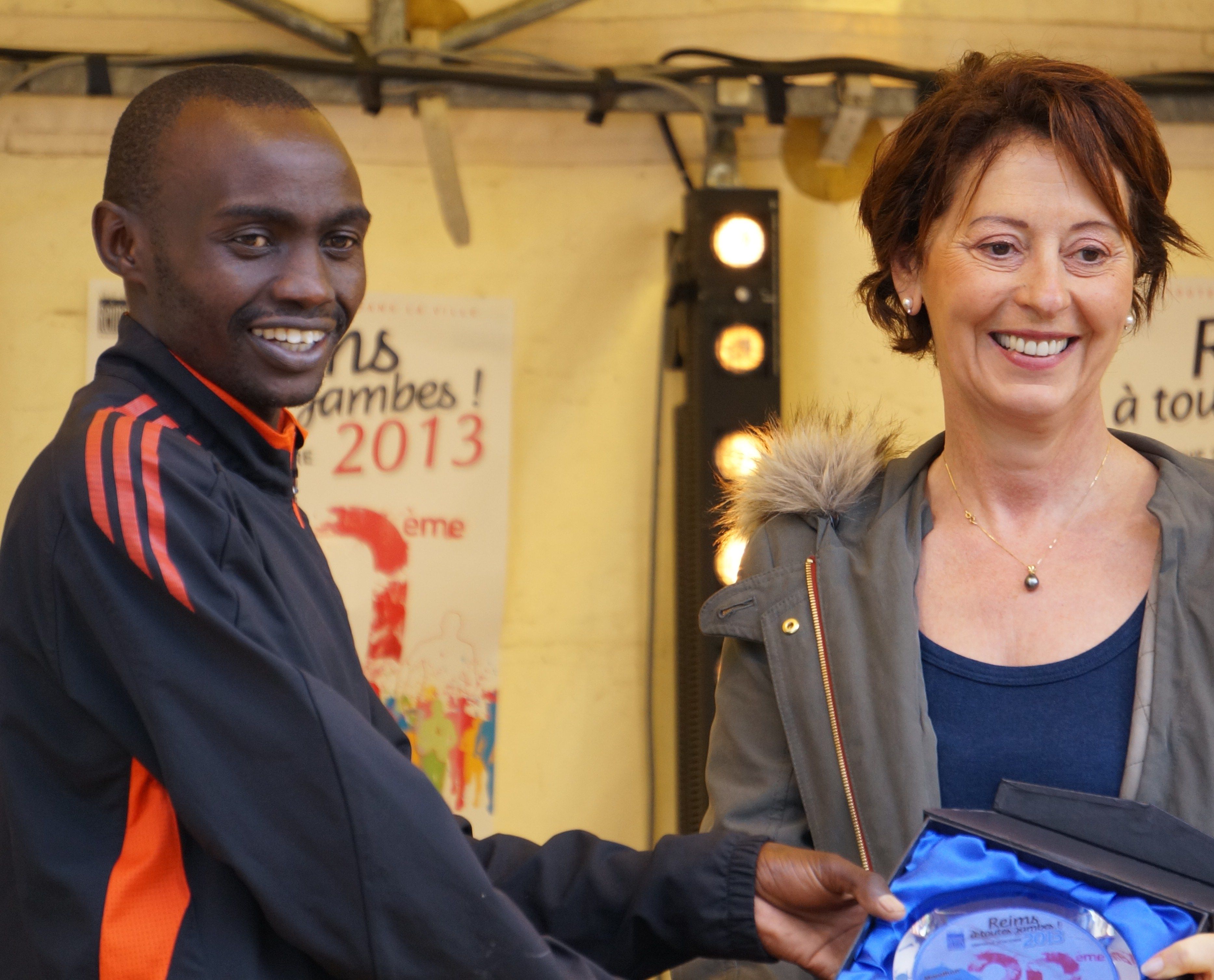
Bij de marathon van Reims in 2013

- 2005:  marathon van Berlijn - 2:08.58
- 2006: 5e marathon van Frankfurt - 2:11.44
- 2007: 19e marathon van Dubai - 2:23.52
- 2010:  marathon van Košice - 2:08.42
- 2011: 5e marathon van Taiyuan - 2:11.26
- 2013:  marathon van Reims - 2:11.36
- 2014:  marathon van Reims - 2:11.33
- 2015:  marathon van Toledo - 2:21.06
- 2015: 4e marathon van Green Bay - 2:26.16
- 2015:  marathon van Akron - 2:25.42
- 2015:  marathon van Wichita - 2:20.47
- 2016:  marathon van Madrid - 2:11.44

### veldlopen
- 2001:  Kenya Great Rift Valley Junior in Eldoret - 25.01,5